# 3062 Wren
3062 Wren је астероид главног астероидног појаса. Приближан пречник астероида је 24,97 ,
а средња удаљеност астероида од Сунца износи 3,021 астрономских јединица (АЈ).
Инклинација (нагиб) орбите у односу на раван еклиптике је 11,337 степени, а орбитални период износи 1917,896 дана (5,250 година). Ексцентрицитет орбите астероида износи 0,109.
Апсолутна магнитуда астероида износи 10,80 а геометријски албедо 0,135.
Астероид је откривен 14. децембра 1982. године.